# Ozarba sciaptera
Ozarba sciaptera är en fjärilsart som beskrevs av Oswald Beltram Lower 1903. Ozarba sciaptera ingår i släktet Ozarba och familjen nattflyn. Inga underarter finns listade i Catalogue of Life.